# Don (Frankrijk)
Don (Nederlands: Donk) is een gemeente in het Franse Noorderdepartement (Frans: département du Nord) (regio Hauts-de-France). De gemeente telde op 1 januari 2022 1.401 inwoners en maakt deel uit van het arrondissement Rijsel. Door Don loopt het Deulekanaal.

## Geografie
De oppervlakte van Don bedroeg op 1 januari 2022 2,32 vierkante kilometer; de bevolkingsdichtheid was toen 603,9 inwoners per km².

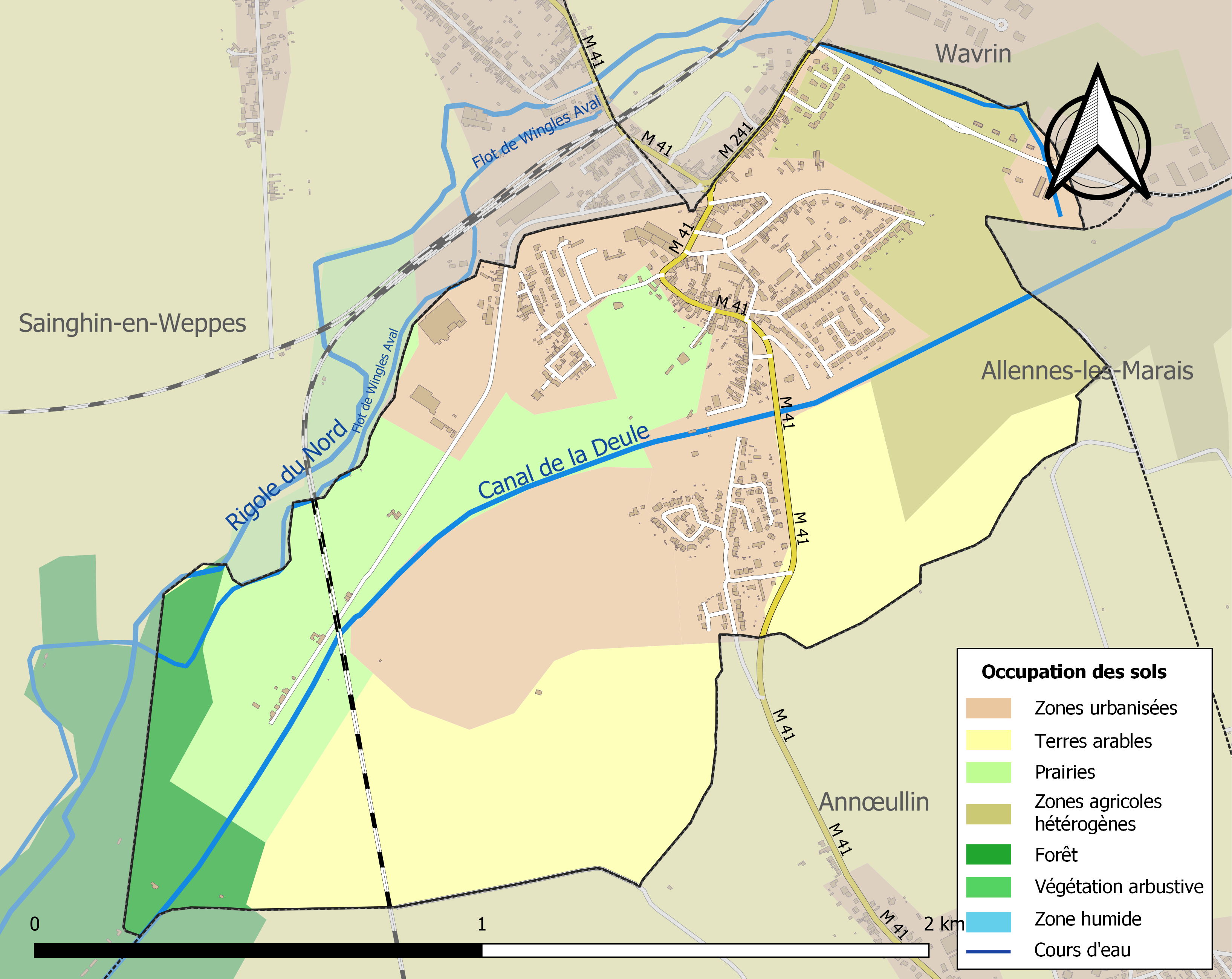
Kaart van de gemeente met belangrijkste infrastructuur, bodemgebruik en omliggende gemeenten

## Geschiedenis
De gemeente werd opgericht in 1948, toen ze werd afgesplitst van de gemeente Annœullin (Nederlands: Ennelin).

## Bezienswaardigheden
- De Église de l'Immaculée Conception
- Op de gemeentelijke begraafplaats van Don bevinden zich meer dan 130 Britse oorlogsgraven.

## Demografie
Onderstaande figuur toont het verloop van het inwonertal (bron: INSEE-tellingen).